# Закляття 3: За велінням диявола
«Закляття 3: За велінням диявола» (англ. The Conjuring: The Devil Made Me Do It) — американський містичний фільм жахів від режисера Майкла Чавеса, продовження фільмів «Закляття» і «Закляття 2». Восьмий фільм у кіновсесвіті «Закляття». Віра Фарміга і Патрік Вілсон повернулися до ролей мисливців за привидами Лоррейн і Еда Ворренів.
Основою для сюжету послужив судовий процес над Арні Шаєнном Джонсоном.

## В ролях
- Віра Фарміґа — Лоррейн Воррен
  - Меган Ешлі Браун — молода Лоррейн Воррен
- Патрік Вілсон — Ед Воррен
  - Мітчелл Хуг — молодий Ед Воррен
- Стерлінг Джерінс — Джуді Воррен
- Руаїрі О'Коннор — Шаєнн Джонсон
- Сара Кетрін Хук — Деббі Глатцель
- Джуліан Хілліард — Девід Глатцель
- Чарлі Амойра — Джуді Глатцель
- Ронні Джин Блевінс — Алан Боно
- Шеннон Кук — Дрю Томас

## Виробництво
У жовтні 2018 року було оголошено, що «Закляття 3» не зніматиметься Ваном, замість нього режисерське крісло займе Майкл Чавес, який зняв «Прокляття Ла Йорони». У грудні 2018 було підтверджено, що Віра Фарміга і Патрік Вілсон повернуться до ролей мисливців за привидами Лоррейн і Еду Уорренам. У грудні 2018 року Ван розкрив деталі сюжету фільму: мова піде про людину, яку судять за вбивство, і яка стверджувала, що вона одержима.

### Знімання
Зйомки картини стартували 3 червня 2019 року і проходили в Атланті, Джорджія. 15 серпня Фарміга закінчила зйомки у фільмі, всього знімальний процес зайняв 80 днів.

## Реліз
Прем'єра картини відбулася 26 травня 2021 року. Колишня дата прем'єри: 11 вересня 2020 року, була перенесена через пандемію COVID-19.